# Evgenij e Saša Gal'perin
Evgenij Jul'evič Gal'perin (in russo Евгений Юльевич Гальперин?; Čeljabinsk, 1974) e  
Aleksandr Jul'evič Gal'perin (in russo Александр Юльевич Гальперин?; Čeljabinsk, 1980), detto Saša (in russo Саша?), sono due compositori russi naturalizzati francesi, noti per le loro colonne sonore per il cinema.

## Biografia
Nati a Čeljabinsk, sono cresciuti a Kiev fino ai primi anni novanta, quando si sono trasferiti a Parigi. Particolarmente apprezzata è stata la colonna sonora che i Gal'perin hanno composto per il film russo Loveless (2017), basandosi unicamente sulla sinossi fornita loro dal regista Andrej Zvjagincev: Evgenij ha detto che il pezzo 11 ciklov mi (11 Cycles of E) è stato scritto come interpretazione dei pensieri di un genitore unicamente in grado di pensare a come ritrovare il figlio scomparso. Per il sito di cinema americano IndieWire, si tratta della nona migliore colonna sonora cinematografica del 2017, definendo inoltre 11 ciklov mi "straordinario". Per Loveless, i Gal'perin hanno vinto l'European Film Award al miglior compositore.

## Colonne sonore (lista parziale)

### Cinema
- La volpe e la bambina (Le Renard et l'Enfant), regia di Luc Jacquet (2007) - solo Evgenij
- Scatti rubati (L'Homme qui voulait vivre sa vie), regia di Éric Lartigau (2010)
- Eva, regia di Kike Maíllo (2011)
- Gli infedeli (Les Infidèles), di Emmanuelle Bercot, Fred Cavayé, Alex Courtes, Michel Hazanavicius, Éric Lartigau, Jean Dujardin e Gilles Lellouche (2012) - solo Evgenij
- Il cecchino (Le Guetteur), regia di Michele Placido (2012) - solo Evgenij
- Il passato (Le Passé), regia di Asghar Farhadi (2013)
- Cose nostre - Malavita (The Family), regia di Luc Besson (2013)
- Madame Bovary, regia di Sophie Barthes (2014)
- Le Dernier Coup de marteau, regia di Alix Delaporte (2014)
- La famiglia Bélier (La Famille Bélier), regia di Éric Lartigau (2014)
- La resistenza dell'aria (La Résistance de l'air), regia di Fred Grivois (2015)
- Resistance - La battaglia di Sebastopoli (Bitva za Sevastopol'), regia di Sergej Mokrickij (2015) - solo Evgenij
- Una doppia verità (The Whole Truth), regia di Courtney Hunt (2016)
- Sono dappertutto (Ils sont partout), regia di Yvan Attal (2016)
- Una vita da gatto (Nine Lives), regia di Barry Sonnenfeld (2016)
- Forêt Debussy, regia di Cheng-Chui Kuo (2016) - solo Evgenij
- Loveless (Neljubov'), regia di Andrej Zvjagincev (2017)
- Grazie a Dio (Grâce à Dieu), regia di François Ozon (2018)
- La ragazza d'autunno (Dylda), regia di Kantemir Balagov (2019) - solo Evgenij
- Corpus Christi (Boże Ciało), regia di Jan Komasa (2019)
- Radioactive, regia di Marjane Satrapi (2019)
- #IoSonoQui (#jesuislà), regia di Éric Lartigau (2019)
- Lezioni di persiano (Persian Lessons), regia di Vadim Perelman (2020)
- Gagarine - Proteggi ciò che ami (Gagarine), regia di Fanny Liatard e Jérémy Trouilh (2020)
- La scelta di Anne - L'Événement (L'Événement), regia di Audrey Diwan (2021)
- Figli dell'intelligenza artificiale (The Pod Generation), regia di Sophie Barthes (2023)
- Architecton, regia di Viktor Kosakovskij (2024) - solo Evgenij
- Sotto le foglie (Quand vient l'automne), regia di François Ozon (2024)
- Emmanuelle, regia di Audrey Diwan (2024)
- Kraven - Il cacciatore (Kraven the Hunter), regia di J. C. Chandor (2024)

### Televisione
- Baron noir — serie TV, 12 episodi (2016-2020)
- The Wizard of Lies, regia di Barry Levinson — film TV (2017)
- Paterno, regia di Barry Levinson — film TV (2018)
- The Spy — miniserie TV, 6 puntate (2019)
- The Undoing - Le verità non dette (The Undoing) — miniserie TV, 6 puntate (2020)
- Scene da un matrimonio (Scenes from a Marriage) — miniserie TV, 5 puntate (2021)
- Baby Reindeer — miniserie TV, 7 puntate (2024)

## Riconoscimenti
- European Film Awards
  - 2017 - Miglior colonna sonora per Loveless
- Premi Goya
  - 2012 - Candidatura alla miglior colonna sonora per Eva
- Premi Lumière
  - 2020 - Candidatura alla miglior colonna sonora per Grazie a Dio